# Majdan (województwo warmińsko-mazurskie)
Majdan (niem. Maudannen) – kolonia (jednostka osadnicza) w Polsce, położona w województwie warmińsko-mazurskim, w powiecie piskim, w gminie Ruciane-Nida.
Wchodzi w skład sołectwa Wojnowo.
Od 1 stycznia 1973 r. Majdan należał do powiatu piskiego (wcześniej do powiatu mrągowskiego). 
Do 2024 r. miejscowość była częścią wsi Wojnowo. W latach 1975–1998 Majdan administracyjnie należał do województwa suwalskiego.

## Historia
Majdan powstał w 1850 r. jako wybudowanie na skraju puszczy pobliżu wsi Wojnowo. Oficjalnie nazwę uznano jako nazwę fizjograficzną i urzędowa nazwę osady dopiero w 1949 r. W 1973 r. do sołectwa Wojnowo (gmina Ukta, powiat piski).